# زير براندود (قهستان)
زیر براندود (بالفارسية: زیربراندود) هي مستوطنة تقع في إيران في قسم قهستان الريفي. يقدر عدد سكانها بـ 265 نسمة بحسب إحصاء 2016.